# (36645) 2000 QV189
2000 QV189 (asteroide 36645) é um asteroide da cintura principal. Possui uma excentricidade de 0.20833940 e uma inclinação de 7.03490º.
Este asteroide foi descoberto no dia 26 de agosto de 2000 por LINEAR em Socorro.